# Rok Marguč
Rok Marguč, slovenski deskar na snegu, * 25. maj 1986, Celje.

## Kariera
Svetovna prvenstva:
- 1. mesto - Svetovno prvenstvo, paralelni slalom Quebec 2013
- 2. mesto - Svetovno prvenstvo, paralelni veleslalom La Molina 2011
- 3. mesto - Svetovno prvenstvo, paralelni slalom La Molina 2011
- 3. mesto - Svetovno prvenstvo, paralelni slalom Kreischberg 2015

Skupni seštevek svetovnega pokala
- 3. mesto v skupnem seštevku svetovnega pokala v paralelnem veleslalomu sezona 2012/2013

Svetovni pokal
- 1. mesto na tekmi Svetovnega pokala - paralelni veleslalom ( Arosa ) 2013
- 2. mesto na tekmi Svetovnega pokala - paralelni veleslalom ( Lackenhof ) 2018
- 2. mesto na tekmi Svetovnega pokala - paralelni veleslalom ( Kyseri ) 2016
- 2. mesto na tekmi Svetovnega pokala - paralelni slalom ( Moskva ) 2011
- 3. mesto na tekmi Svetovnega pokala - paralelni slalom ( Bertesgaden ) 2023
- 3. mesto na tekmi Svetovnega pokala - paralelni veleslalom ( Rogla ) 2019
- 3. mesto na tekmi Svetovnega pokala - paralelni slalom ( Winterberg ) 2018
- 3. mesto na tekmi Svetovnega pokala - paralelni slalom ( Winterberg ) 2016
- 3. mesto na tekmi Svetovnega pokala - paralelni slalom ( Moskva ) 2016
- 3. mesto na tekmi Svetovnega pokala - paralelni veleslalom Furano 2007
- 3. mesto na tekmi svetovnega pokala - paralelni slalom Bad Gastein 2008

Mladinska prvenstva
- 2. mesto na mladinskem Svetovnem prvenstvu - paralelni veleslalom Zermatt 2005

Olimpijske igre
- 5. mesto - paralelni veleslalom Soči

Leta 2014 je prejel Bloudkovo nagrado za »vrhunski mednarodni športni dosežek«.